# Солсбери (Северна Каролина)
Солсбери (енгл. Salisbury) град је у америчкој савезној држави Северна Каролина.

## Демографија
По попису из 2010. године број становника је 33.662, што је 7.2 (27,2%) становника више него 2000. године.
| Група             | 2000.          | 2010.          |
| Белци             | 14.650 (55,4%) | 16.346 (48,6%) |
| Афроамериканци    | 9.940 (37,6%)  | 12.694 (37,7%) |
| Азијати           | 369 (1,4%)     | 523 (1,6%)     |
| Хиспаноамериканци | 1.138 (4,3%)   | 3.563 (10,6%)  |
| Укупно            | 26.462         | 33.662         |